# Aschbach (Francia)
 Aschbach  es una localidad y comuna francesa, situada en el departamento del Bajo Rin en la región de Alsacia.
- Datos: Q21224
- Multimedia: Aschbach / Q21224

1. ↑  Worldpostalcodes.org, código postal n.º 67250.
2. ↑  INSEE, Datos de población para el año 2012 de Aschbach (en francés).